# Pavagada
Pavagada là một thị xã panchayat của quận Tumkur thuộc bang Karnataka, Ấn Độ.

## Địa lý
Pavagada có vị trí 14°06′B 77°16′Đ / 14,1°B 77,27°Đ Nó có độ cao trung bình là 646 mét (2119 feet).

## Nhân khẩu
Theo điều tra dân số năm 2001 của Ấn Độ, Pavagada có dân số 28.036 người. Phái nam chiếm 51% tổng số dân và phái nữ chiếm 49%. Pavagada có tỷ lệ 67% biết đọc biết viết, cao hơn tỷ lệ trung bình toàn quốc là 59,5%: tỷ lệ cho phái nam là 74%, và tỷ lệ cho phái nữ là 59%. Tại Pavagada, 12% dân số nhỏ hơn 6 tuổi.